# Henk van Brussel
Henk van Brussel (Rijssen, 12 juni 1936 – Turkije, 7 oktober 2007) was een Nederlandse voetballer en voetbaltrainer.
Hij speelde jarenlang voor Go Ahead en maakte deel uit van het team dat in 1963 promoveerde naar de Eredivisie. Een jaar later vertrok hij naar Zwolsche Boys. Later was hij speler van het elftal van De Graafschap dat van de Eerste Divisie naar de Tweede Divisie degradeerde.
Na zijn actieve carrière werd Van Brussel trainer. Hij begon bij de amateurclubs Koninklijke UD en Daventria in Deventer. Daarna werkte hij onder meer voor Go Ahead Eagles (assistent- en hoofdtrainer; jaren zeventig), Rohda Raalte (1978-1979, algeheel amateurkampioen), sc Heerenveen (november 1980–1985), De Graafschap (1985–1987), FC Groningen (1987–1988) en SC Heracles '74 (1989–1991).
Van Brussel maakte furore als coach van Heerenveen door aanvallend voetbal te prediken. De bal mocht niet naar achteren gespeeld worden en er moest hard gewerkt worden. Zijn speelstijl werd in Friesland bekend als 'De Brusselse kermis'. Hij hield van het aanvallende voetbal en was van mening dat voetbal voor het publiek gespeeld diende te worden en niet voor de bestuursleden.
Bij FC Groningen nam Van Brussel de plaats in van Rob Jacobs die na vier wedstrijden in het seizoen 1987–1988 was ontslagen. In samenwerking met co-trainer Martin Koeman werd via de nacompetitie een plaats in de UEFA-cup behaald. Na de laatste wedstrijd, een 1–1 gelijkspel in Enschede tegen FC Twente, werd Van Brussel op de schouders van het veld gedragen. Toch werd zijn contract niet verlengd; het volgend seizoen werd zijn plaats ingenomen door Hans Westerhof.
De laatste jaren was hij nog actief als scout voor Go Ahead Eagles. Hij overleed op 7 oktober 2007 aan de gevolgen van een hartaanval tijdens een vakantie in Turkije.

## Carrièrestatistieken
| Seizoen         | Club            | Land            | Competitie       | Competitie | Competitie | Beker | Beker | Internationaal | Internationaal | Overig | Overig | Totaal | Totaal |
| Seizoen         | Club            | Land            | Competitie       | Wed.       | Dlp.       | Wed.  | Dlp.  | Wed.           | Dlp.           | Wed.   | Dlp.   | Wed.   | Dlp.   |
| --------------- | --------------- | --------------- | ---------------- | ---------- | ---------- | ----- | ----- | -------------- | -------------- | ------ | ------ | ------ | ------ |
| 1957/58         | Go Ahead        | Nederland       | Tweede divisie B | –          | 9          | –     | 0     | 0              | 0              | 0      | 0      | –      | 9      |
| 1958/59         | Go Ahead        | Nederland       | Tweede divisie B | –          | 13         | –     | 0     | 0              | 0              | 0      | 0      | –      | 13     |
| 1959/60         | Go Ahead        | Nederland       | Eerste divisie B | –          | –          | –     | –     | 0              | 0              | 0      | 0      | –      | –      |
| 1960/61         | Go Ahead        | Nederland       | Eerste divisie B | –          | –          | –     | 2     | 0              | 0              | 0      | 0      | –      | –      |
| 1961/62         | Go Ahead        | Nederland       | Eerste divisie A | –          | –          | –     | 0     | 0              | 0              | 0      | 0      | –      | –      |
| 1962/63         | Go Ahead        | Nederland       | Eerste divisie   | –          | –          | –     | 0     | 0              | 0              | 0      | 0      | –      | –      |
| 1963/64         | Go Ahead        | Nederland       | Eredivisie       | –          | –          | –     | 0     | 0              | 0              | 0      | 0      | –      | –      |
| 1964/65         | Zwolsche Boys   | Nederland       | Tweede divisie A | –          | 1          | –     | 0     | 0              | 0              | 0      | 0      | –      | 1      |
| 1965/66         | De Graafschap   | Nederland       | Tweede divisie A | –          | 9          | –     | 1     | 0              | 0              | 0      | 0      | –      | 10     |
| 1966/67         | De Graafschap   | Nederland       | Eerste divisie   | –          | 5          | –     | 0     | 0              | 0              | 0      | 0      | –      | 5      |
| Carrière totaal | Carrière totaal | Carrière totaal | Carrière totaal  | –          | –          | –     | 3     | 0              | 0              | 0      | 0      | –      | –      |

## Erelijst
Go Ahead
| Nationaal      |    |         |
| Tweede divisie | 1x | 1958/59 |